# Casa de Folkung

Escut d'armes de la casa de Folkung

La Casa de Folkung (Folkungaätten en suec), també coneguda com a Casa de Bjelbo o de Bjälbo (Bjälboätten), és una nissaga sueca originària del comtat d'Östergötland. En van formar part un gran nombre de reis, jarls i bisbes medievals suecs, i també tres reis noruecs i un de danès.

## Nom i origen
El nom de la casa deriva de Folke el Gras, el membre més antic de la casa del qual es té constància històrica i que segons la Gesta Danorum escrita el segle xii pel cronista Saxo Grammaticus era el noble més poderós de Suècia vers l'any 1100. Alguns historiadors prefereixen el terme Casa de Bjelbo (Bjälbo), ja que en aquesta vila d'Östergötland hi visqué el jarl Birger en la que és la residència coneguda més antiga de la família. En qualsevol cas, els membres de la família no feien servir cap d'aquestes denominacions, ja que el costum d'utilitzar noms de família no es va estendre a Suècia fins al segle xvi.

## Història
Els segles XI, XII i XIII la Casa de Folkung va donar la majoria dels jarls de Suècia (el segon càrrec del país després del rei). Sovint, branques rivals de la família es van enfrontar pel títol de jarl.
El primer jarl conegut de la casa, i probablement el primer jarl de Suècia, va ser Folke el Gras. Va governar al voltant de l'any 1100, durant el regnat del rei Inge I, i es va casar amb una filla del rei Canut IV de Dinamarca. Altres jarls notables de la família que el succeirien van ser Birger Brosa, Carles el Sord, Ulf Fase, i Birger Magnusson (jarl Birger). Els Folkung van aconseguir mantenir el títol de jarl independentment de la família reial que governés, i fins i tot alguns membres de la nissaga van emigrar a Noruega i van ser nomenats jarls en aquell regne.
De la família també en van sortir molts bisbes de Linköping.

### Ascens al tron
El jarl Birger va emparentar la dinastia amb la família reial amb el seu casament amb la princesa Ingeborg, germana del rei Eric XI. Quan el 1250 el rei Eric va morir sense descendència, es va escollir com a hereu al tron al fill de la parella: Valdemar Birgersson.
Més tard un membre de la família, el poderós duc Erik Magnusson, es va casar amb una filla del rei Haakon V de Noruega. El 1319 el rei va morir sense fills i el seu net Magnus Eriksson, fill d'Erik, el va succeir. Aquell mateix any Magnus també va heretar el tron de Suècia, i els dos regnes es van constituir en una unió personal. El 1364, però, Magnus Eriksson va ser deposat del tron de Suècia.
El fill de Magnus, Haakon, va heretar la corona Noruega i es va casar el 1363 amb Margarida Valdemardatter, filla del rei Valdemar IV de Dinamarca. El 1376 el fill de Haakon i Margarida, Olaf, va heretar el tron danès del seu avi. Com que Olaf també era l'hereu noruec, el 1380 Dinamarca i Noruega van quedar unides sota un únic sobirà.
La nissaga es va estroncar amb la mort prematura d'Olaf el 1387, però la pràctica totalitat dels reis posteriors de Suècia, Noruega i Dinamarca serien descendents de la Casa de Folkung per la línia femenina.

## Llista de monarques de la Casa de Folkung
Reis de Suècia
- Valdemar I (1250-1275)
- Magnus Ladulås (1275-1290)
- Birger (1290-1319)
- Magnus Eriksson (1319-1364)
- Erik XII Magnusson (regnant conjuntament, 1356-1359)
- Haakon II (regnant conjuntament, 1359-1364)

Reis de Noruega
- Magnus VII (1319-1355)
- Haakon VI Magnusson (1355-1380)
- Olaf IV Haakonsson (1380-1387)

Reis de Dinamarca
- Olaf II Haakonsson (1376-1387)